# Luc Chatel
Luc-Marie Chatel (ur. 15 sierpnia 1964 w miejscowości Bethesda) – francuski polityk, od 2009 do 2012 minister edukacji narodowej w gabinecie François Fillona, sekretarz generalny Unii na rzecz Ruchu Ludowego.

## Życiorys
Ukończył studia na Université Panthéon-Sorbonne. Pracował w branży marketingowej m.in. w koncernie kosmetycznym L’Oréal.
Zaangażował się w działalność Unii na rzecz Demokracji Francuskiej, a w jej ramach w Partii Republikańskiej. Był wśród założycieli powstałej na bazie republikanów Demokracji Liberalnej, która w 1998 opuściła UDF. Od tego samego roku zasiadał w radzie regionu Szampania-Ardeny, do 2004 był wiceprzewodniczącym tej rady. Od 2008 do 2013 sprawował urząd mera Chaumont.
W wyborach krajowych w 2002 i w 2007 ponownie uzyskiwał mandat posła do Zgromadzenia Narodowego XII i XIII kadencji z ramienia Unii na rzecz Ruchu Ludowego z departamentu Górna Marna.
W czerwcu 2007 objął stanowisko sekretarza stanu ds. konsumentów i turystyki, w marcu 2008 powołano go na urząd sekretarza stanu ds. konsumentów i przemysłu, powierzając mu dodatkowo funkcję rzecznika prasowego rządu. 23 czerwca 2009 Luc Chatel został nominowany ministrem edukacji narodowej w miejsce Xaviera Darcosa. Pozostał na tym stanowisku także po kolejnej rekonstrukcji z listopada 2010. Funkcję rządową pełnił do maja 2012. W wyborach parlamentarnych w tym samym roku został wybrany na deputowanego na XIV kadencję.
W 2014 został sekretarzem generalnym Unii na rzecz Ruchu Ludowego, jeszcze w tym samym roku zastąpił go jednak Laurent Wauquiez.